# Skalitz-Boskowitz–Großopatowitzer Lokalbahn
Die Skalitz-Boskowitz–Großopatowitzer Lokalbahn (tschech.: Místní dráha Skalice-Boskovice–Velké Opatovice) war eine private Lokalbahngesellschaft im heutigen Tschechien. Sie war Eigentümer der durch das Land Mähren garantierten Lokalbahn von Skalitz-Boskowitz nach Opatowitz.

## Geschichte
| Aktienart       | Stück | Kronen |
| --------------- | ----- | ------ |
| Stammaktie      | 2.000 | 200    |
| Stammaktie      | 100   | 1.000  |
| Stammaktie      | 50    | 10.000 |
| Prioritätsaktie | 6.150 | 200    |
| Prioritätsaktie | 200   | 1.000  |
| Prioritätsaktie | 100   | 10.000 |

Am 1. September 1907 wurde dem Großgrundbesitzer Alfons Grafen Mensdorf-Poully und dem Ingenieur Rudolf Czeczowiczka die Konzession zum Bau und Betrieb der Lokalbahn von Skalitz-Boskowitz nach Groß-Opatowitz erteilt. Das Aktienkapital der Gesellschaft betrug insgesamt 3.250.000 Kronen. Am 18. Mai 1908 wurde die Strecke eröffnet. Den Betrieb führten die k.k. Staatsbahnen (kkStB) für Rechnung der Eigentümer aus.
Nach dem Zerfall Österreich-Ungarns im Oktober 1918 ging die Betriebsführung an die neu gegründeten Tschechoslowakischen Staatsbahnen (ČSD) über.
Zum 1. Januar 1941 wurde die Skalitz-Boskowitz–Großopatowitzer Lokalbahn verstaatlicht.
Die Strecke besteht noch. Sie gehört heute zum Netz des staatlichen Infrastrukturbetreibers Správa železniční dopravní cesty (SŽDC).

## Lokomotiven
Auf Rechnung der Skalitz-Boskowitz–Großopatowitzer Lokalbahn beschafften die kkStB eine  Lokomotive der Reihe 178. Die Lokomotive besaß die Betriebsnummer 178.61. Die Maschine verblieb bei den ČSD, wo sie 1925 die neue Nummer 422.034 erhielt. 1964 wurde sie ausgemustert und verschrottet.